# مقبرة أوكوود
مقبرة أوكوود (بالإنجليزية: Oakwood Cemetery)‏، هي مقبرة تقع في شمال شرق مدينة تروي بولاية نيويورك في الولايات المتحدة الأمريكية. تعمل تحت إشراف جمعية مقبرة تروي، ولها مجلس إدارة غير ربحي يتعامل بدقة مع تشغيل المقبرة. تم تأسيسها في عام 1848 استجابة لحركة المقبرة الريفية المتنامية في نيو إنجلاند، ودخلت الخدمة في عام 1850. صممت المقبرة من قبل المهندس المعماري جون سي سيدني، وخضعت لأكبر تطور لها في أواخر القرن التاسع عشر تحت إشراف المهندس جون بوتشر الذي قام بزرع أشجار نادرة واستراتيجية واضحة لتصميم المناظر الطبيعية. كانت أوكوود رابع مقبرة ريفية تم افتتاحها في نيويورك وكان مجلس إدارتها أول جمعية مقبرة ريفية أُنْشِئَت في الولاية.
وتضم المقبرة أيضا أربع بحيرات من صنع الإنسان، ومبنيين سكنيين، وكنيسة صغيرة، ومحرقة جثث، و 24 ضريحًا، ونحو 60 ألف قبر. تشتهر بأوراق الشجر الكثيفة والمروج المتدحرجة، وقد استخدمها السكان تاريخيًا كمنتزه عام. تمت إضافة أوكوود إلى السجل الوطني للأماكن التاريخية في عام 1984.
وتضم جثثًا لأميركيين بارزين مثل العم سام ويلسون، راسل سيج، وإيما ويلارد، ما لا يقل عن أربعة عشر عضوًا في مجلس النواب الأمريكي، ومؤسس كل من تروي ولانسينجبورج مدفونين في أوكوود. وقد قيل أن المقبرة هي واحدة من أكثر المقابر الريفية تميزًا، وقد تم المحافظة عليها بشكل جيد في ولاية نيويورك في القرن التاسع عشر.
كما أنها توفر أيضًا منظرًا بانوراميًا شهيرًا لوادي نهر هدسون يُقال إنها توفر «نظرة عامة الأكثر تركيزًا وتكاملًا للتاريخ الأمريكي في أي مكان في أمريكا».

## التاريخ
تم تطوير أول مقبرة ريفية في الولايات المتحدة لـ مقبرة جبل أوبورن في كامبريدج، ماساتشوستس - في ثلاثينيات القرن التاسع عشر. المقابر الريفية هي مقابر تقع عادة على أطراف مدينة توفر بيئة طبيعية لدفن الموتى.
تأسست جمعية مقبرة تروي في 9 سبتمبر 1848 على يد كل من جون باين، د. توماس فيل، إسحاق ماكوني، جورج إم تيبتس، جون ب. جيل، وستيفن إي وارين. كانت أول جمعية مقبرة ريفية تأسست بموجب قانون 1847 الذي يجيز دمج مثل هذه الجمعيات. قام الأمناء بتعيين لجنة للإبلاغ عن موقع مؤهل للمقبرة وفي 5 سبتمبر 1849 تم شراء أول قطعة أرض. في 16 أكتوبر 1850 تم تكريس أرض المقبرة  وأصبحت أوكوود المقبرة الريفية الرابعة التي تأسست في نيويورك.
تم تصميم المقبرة من قبل جون سي سيدني وهو مهندس من فيلادلفيا وهو على دراية بتصميم المقبرة، بمساعدة غارنت بالتيمور وهو أول أمريكي من أصل أفريقي يحصل على شهادة من معهد رينسيلار للعلوم التطبيقية. ضمت خطة التأسيس طرق وبحيرات اصطناعية ونباتات كثيفة وتلال متدرجة والتي تغطي حوالي 300 هكتار.
كما صمم المهندس سيدني منزل المشرف الأصلي وقبر الاستلام، ولا يوجد أي منهما اليوم. بالنسبة لجميع التخطيط المكثف لسيدني، وضعت التصورات الأولى بطريقة عشوائية على ما يبدو من قبل المشرف الأول روبرت فيرغسون.
على الرغم من أن سيدني كان المهندس المعماري للمقبرة، فقد كان المشرف جون بوتشر هو الذي أعطى أوكوود سحرها.
أصبح بوتشر مشرفًا في عام 1871 واستمر في منصبه حتى عام 1898. في بداية فترة ولايته قيل أن أوكوود خام تمامًا. وخلال فترة بوتشر تم بناء أهم الرموز في المقبرة وهي كنيسة ايرل تشابل، ومحارق الجثث، ومنزل الحارس، ونزل المكتب، والعديد من الأضرحة، ومداخل كل من شارع 101 ستريت وشارع 114.
أدرج بوتشر تقنيات تصميم المناظر الطبيعية الاستثنائية خلال فترة ولايته؛ كما طورت مناظر طبيعية متغيرة منها ما يهيمن على بعض المناطق المروج المتدفقة بينما تشتمل مناطق أخرى على أوراق الشجر الكثيفة. جلب بوتشر نباتات نادرة وأجنبية للمساعدة في تجميل المقبرة، بما في ذلك الصنوبر المظلة والتنوب الأزرق كولورادو.

## جغرافية
تم بناء المقبرة على جرف يرتفع شرق السهل النهرى المحيط بنهر هدسون، مقابل ملتقى هدسون وموهوك. الذي يقع في شرق لانسينغبيرغ، داخل القسم الشمالي الشرقي من مدينة تروي.

ويهيمن على الحافة الغربية تلة نباتية شديدة الانحدار تنحدر إلى المدينة أدناه، بينما تتألف الأجزاء الوسطى والشرقية من المقبرة من تلال متدرجة مزروعة بالأشجار والنباتات التي تشمل أربعة أحواض من صنع الإنسان أُنْشِئَت بواسطة السدود المحلية. تمتد المقبرة من الشمال إلى الجنوب على طول شارع أوكوود (طريق نيويورك 40).

مخطط قسم مقبرة أوكوود محرقة إيرل وارن تشابل البانوراما

## معالم
تسمح المساحة الكبيرة في المقابر الريفية باستخدام النحت بطريقة لم تسمح بها ساحة الكنيسة المزدحمة. أصبحت العديد من المقابر الريفية بما في ذلك أوكوود فيما بعد، متاحف للنحت في الهواء الطلق وعرض أعمال النحاتين المعاصرين المعروفين كنصب تذكارية للمتوفى. أوكوود هي موطن لآلاف التماثيل والمنحوتات الفردية بالإضافة إلى 24 من الأضرحة الخاصة. بسبب شعبيتها كمنتزه عام، تضمنت العديد من النصب التذكارية ومقاعد لدعوة الزوار للراحة. يتم تمثيل العديد من أعمال النحاتين المهمين تاريخيًا على أرض المقبرة، حيث قام روبرت إي لونيتز مبتكر الجرة التذكارية، بنحت النصب التذكاري للواء جورج H. توماس، الذي يضم تابوتًا من الرخام الأبيض يعلوه نسر أصلع.
كما نحت ويليام هنري رينهارت بالحجم الطبيعي مجسما لجوليا تايلور باين  إضافة إلى عمل من الناحت ج. ماسي غيند. يُظهر نصب روس النصب التذكاري روس وهو يدافع عن صندوق اقتراع، ويكرم استشهاده، الذي نتج عن عمله النشط ضد فساد الانتخابات في تروي.
يتميز قبر جوزيف فولر بصليب سلتيك منحوت بشكل متقن - وهو أحد الأولين في المقبرة - ويستند إلى نصب تذكاري آخر شاهده فولر أثناء زيارته لأيرلندا.
من أهم المعالم الأثرية في المقبرة منحوتة للواء جون إي بطول 75.5 قدم (23.0 م). إضافة إلى المسلة المتجانسة التي كانت أعجوبة تكنولوجية في يومها شيدت من الجرانيت المحجر وشكلت من قبل شركة بودويل جرانيت في فينالهافن ، مين. ويعتقد أن 650 طنا هي أكبر عمود مستخرج في الولايات المتحدة حتى ذلك الوقت. تم نقله إلى تروي عن طريق القوارب وتم إحضاره إلى المقبرة على بكرات. هذا والعديد من المسلات الأخرى في المقبرة تظهر شعور وطعم العصور الفيكتورية والإدواردية.
في عام 1862، خصصت جمعية مقبرة تروي منطقة في القسم P، تسمى مقبرة الجنود، لضباط وجنود الجيش والبحرية المتوفين من مقاطعة رينسيلار.

### كنيسة جاردنر إيرل التذكارية والمحارق
أهم مبنى في المقبرة هو كنيسة غاردنر إيرل التذكارية، ومحارق الجثث، وهو مبنى ريتشاردونيان رومانيسك بني بين 1887 و 1889، والذي يقع بالقرب من حافة الجرف بنحو 300 قدم (91 م) فوق هدسون. تم تمويل الكنيسة من قبل وليام س. إيرل وهو مالك مصنع في تروي، وله نصب تذكاري لابنه الذي أصيب بالمرض وتوفي في رحلة إلى أوروبا في مارس 1887. كان الابن المتوفى من أوائل مروجي الحرق  وتم حرقه في بوفالو.
يتكون المبنى من 90 قدم (27 م) وبرج الجرس مع 18 قدم (5.5 م) إضافة إلى قاعدة مربعة على الجانب الجنوبي، متصلة بواسطة لوجيا مقوسة ثلاثية إلى مصلى ومحرقة على الجانب الشمالي.

### كنيسة وارين فاميلي مورتيري
هي كنيسة حجرية مبنية على ربوة بالقرب من وسط المقبرة. وقد صممت من قبل هنري دادلي من مدينة نيويورك والتي بنيت في 1860 من الطراز القوطي، مع صحن الكنيسة. تمت إضافة برج في عام 1883، مع الحرص على العثور على مواد البناء التي تتناسب مع الهيكل السابق. تحتوي الكنيسة على نوافذ زجاجية ملونة فوق المذبح الذي صممه الفنان روبرت والتر وير. والعضو السابق في مجلس النواب الأمريكي جوزيف مابيت وارين (1813–1896).

### فاندرهايدن بيل
يقع نصب فاندرهايدن التذكاري، شمال شرق محرقة إيرل. وهو جرس من البرونز المصبوب يزن أكثر من 3000 رطل (1400كغ). في عام 1971 تم إحيائه وتعليقه بين أربعة أعمدة من الخشب الأحمر ليصبح «برج» إضافي في مكان الإقامة.

إعادة تصميم صورة الجدار البانوراما التي تظهر المنظر من المنظور المطل على لانسينجبورج

## معرض صور

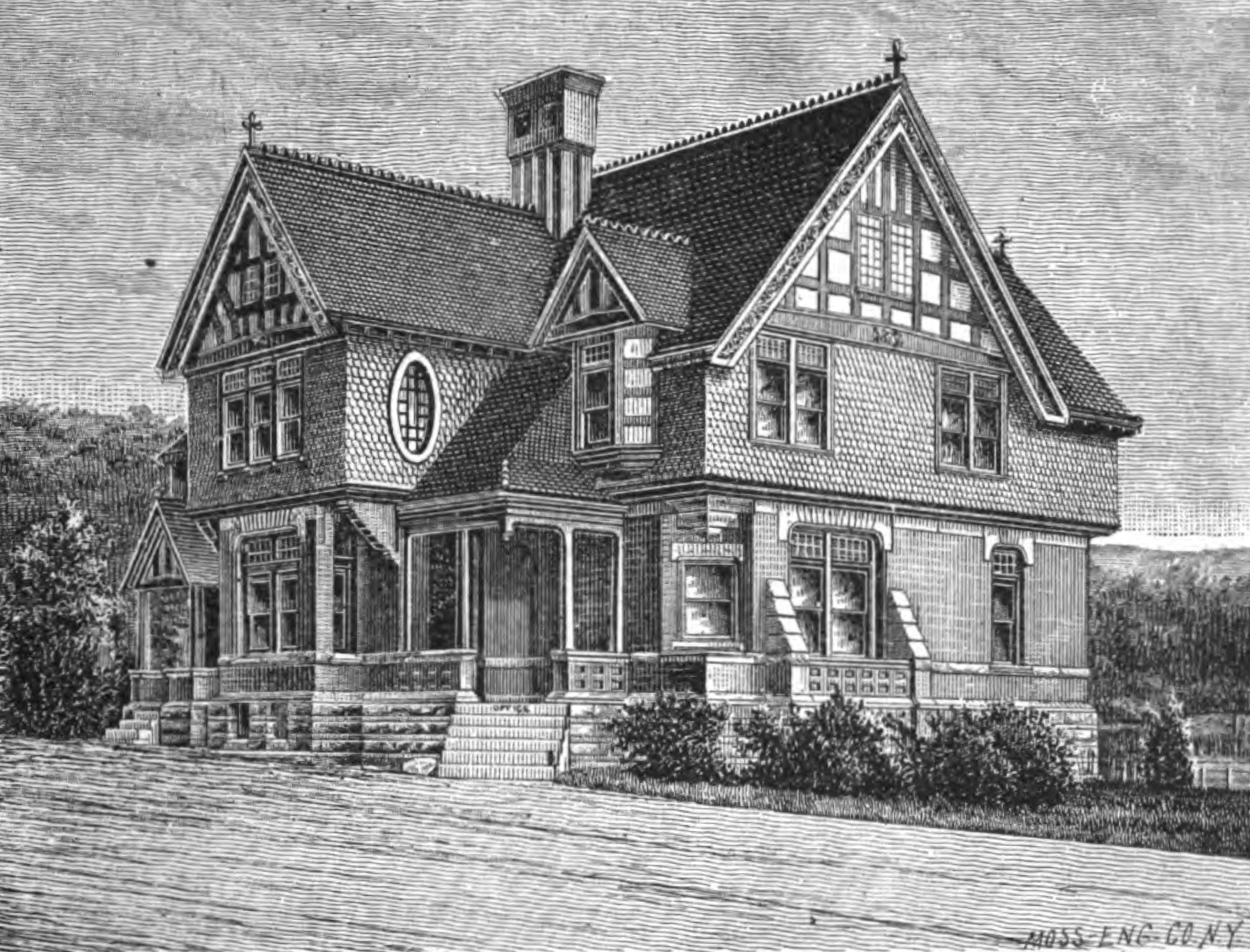
نزل المكتب عام 1886.
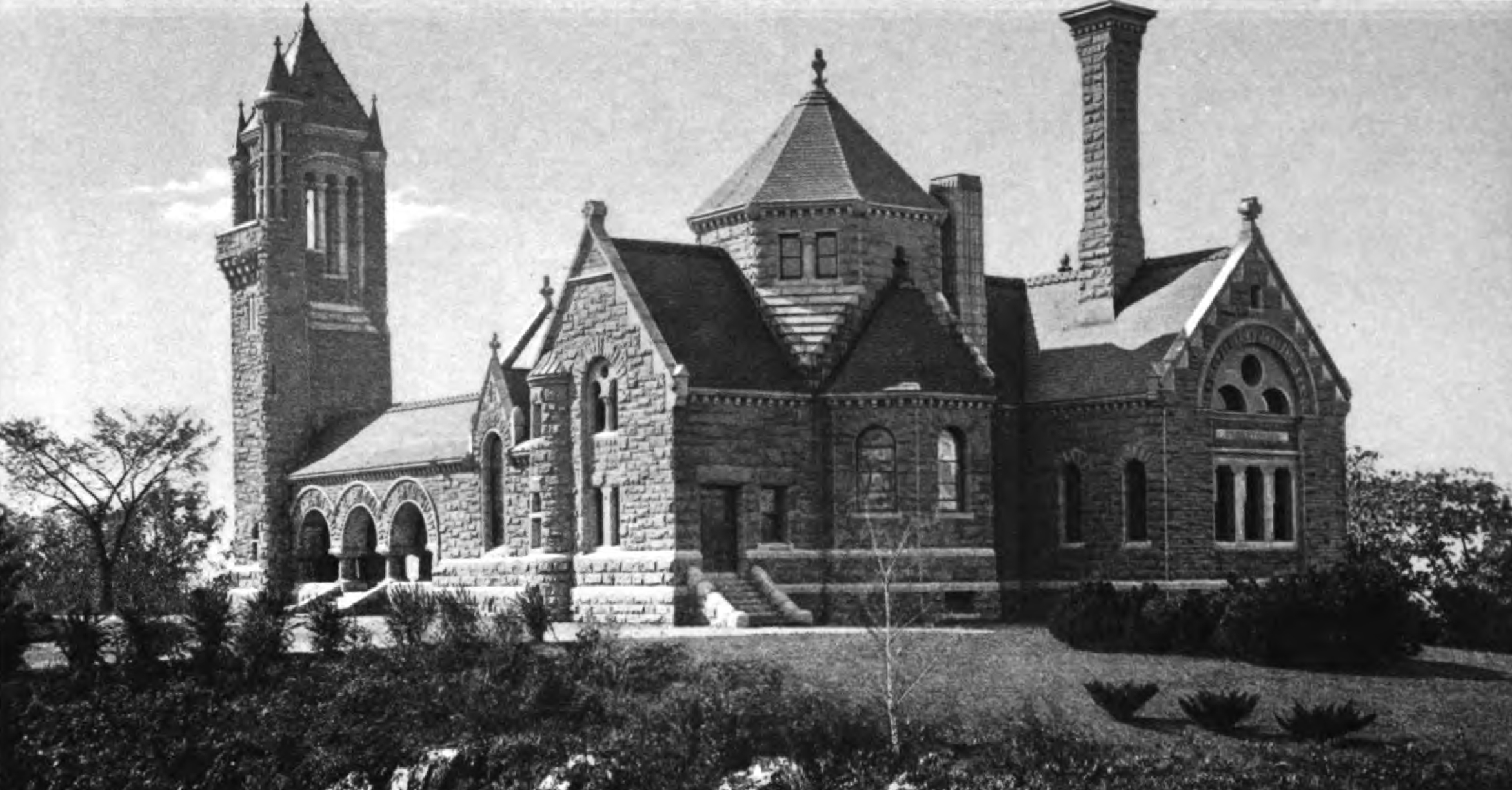
محرقة إيرل ج. 1901.
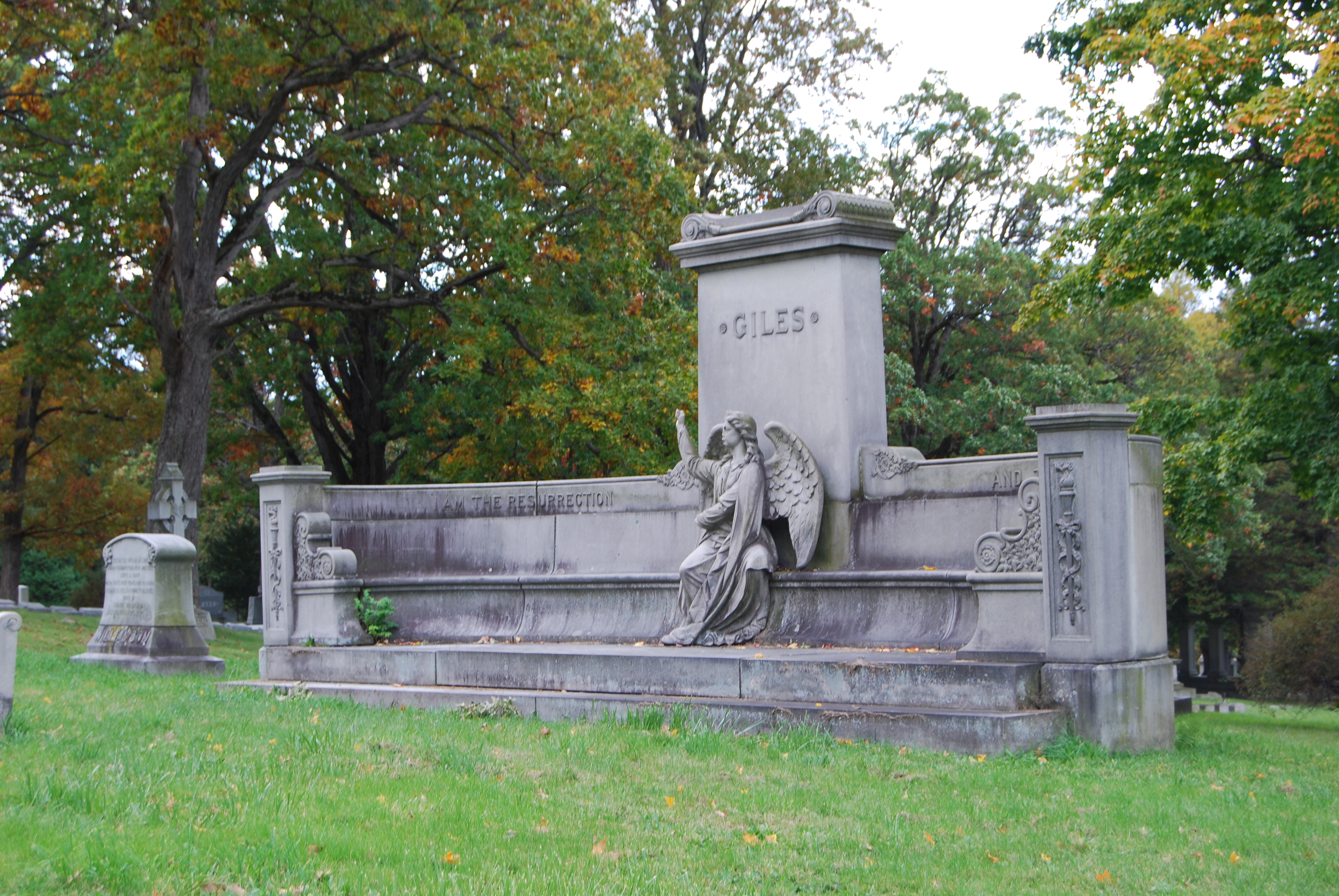
نصب جايلز التذكاري، مثل العديد من أوكوود، يضم مقاعد للزوار.
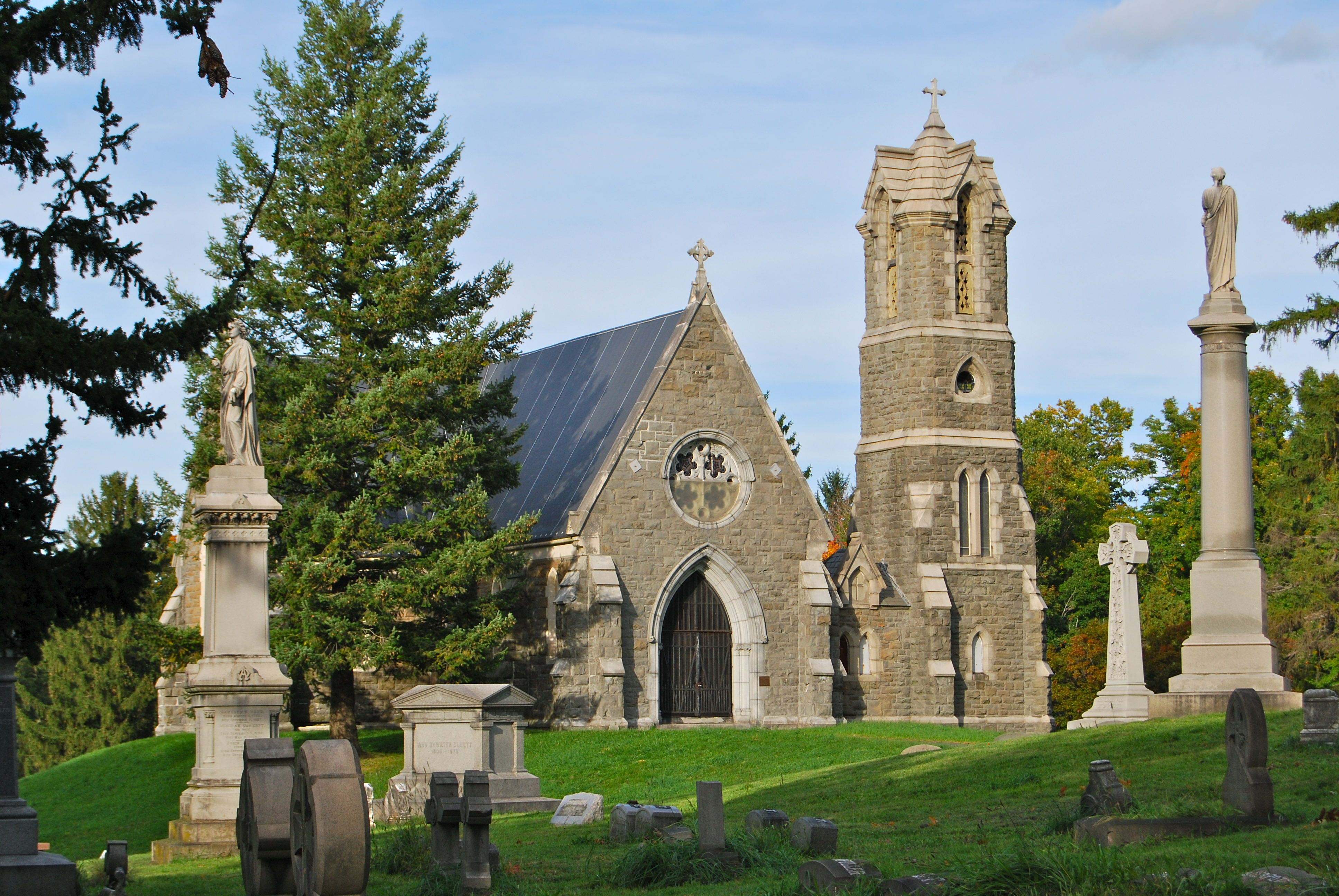
مصلى مشرحة عائلة وارن.
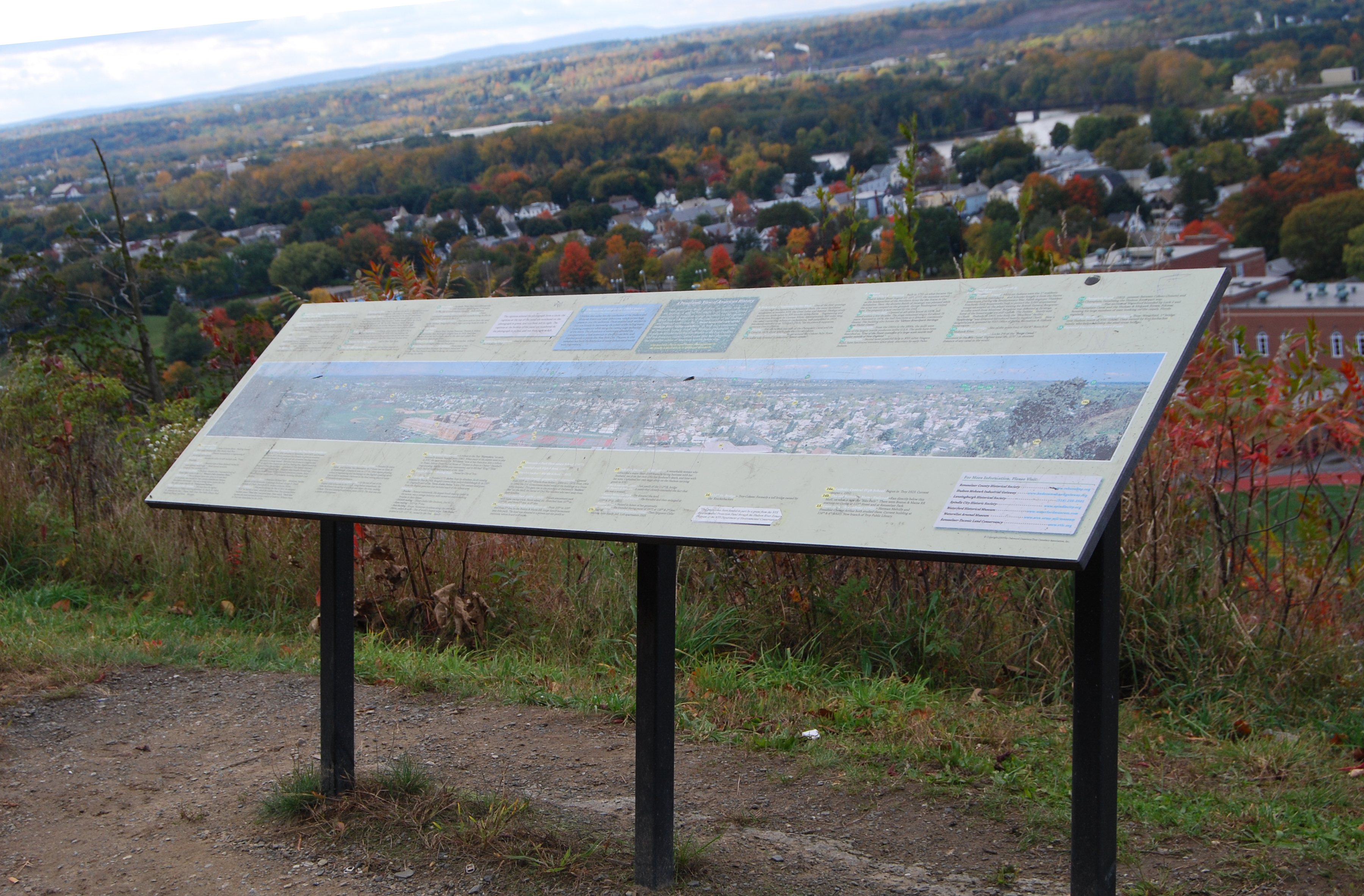
صورة بانورامية للمقبرة، ويمكن رؤية المناظر الطبيعية الجبلية والنهر مع مساكن المدينة في الخلفية.
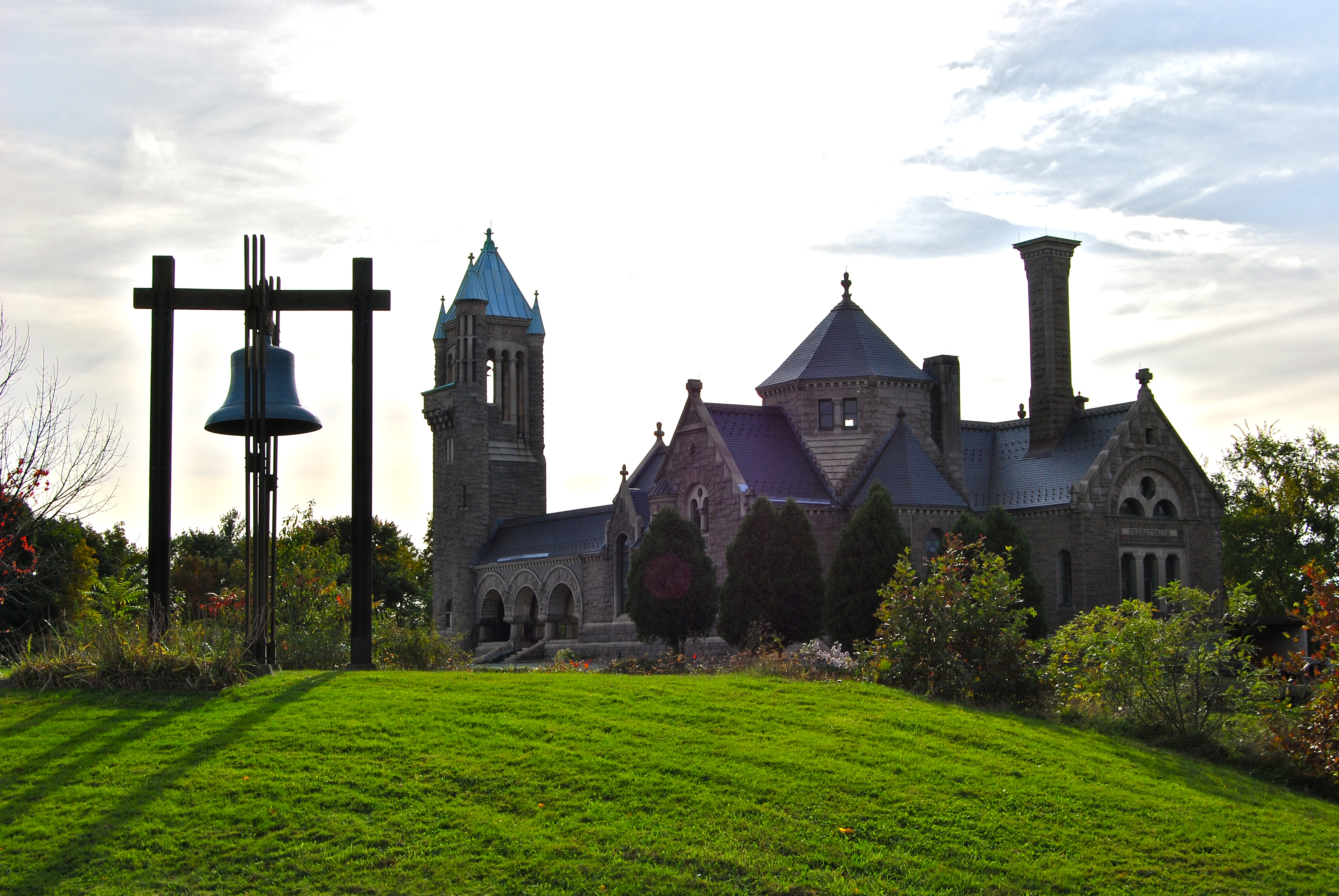
جرس فاندرهايدن يظهر أمام محرقة إيرل.
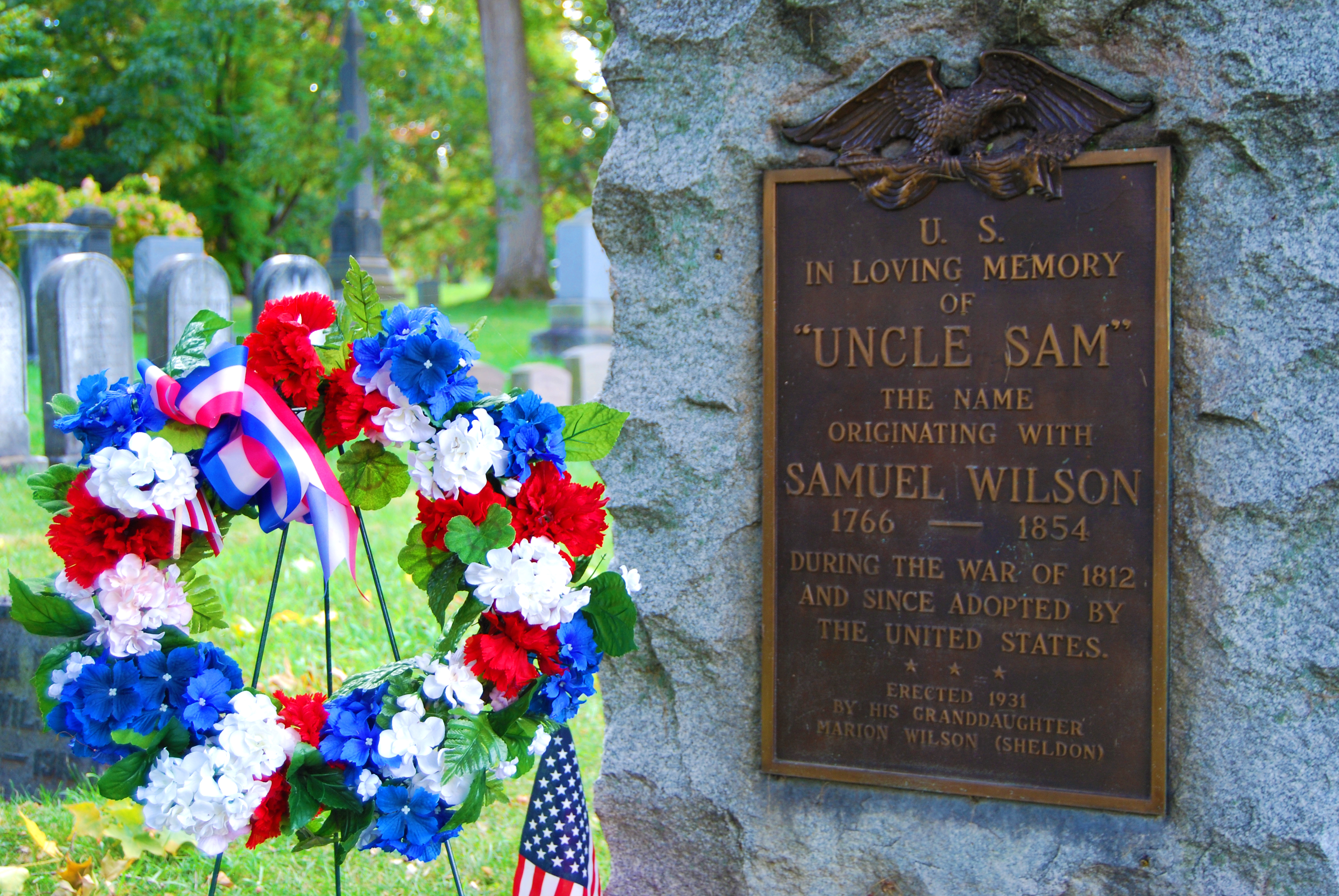
شاهد قبر صموئيل ويلسون، سلف العم سام.

## فهرس المراجع
- Ballard، Harlan Hoge (1897). Amos Eaton. بيتسفيلد: Berkshire Historical and Scientific Society. OCLC:51603637. مؤرشف من الأصل في 2020-09-23.(Full text via Google Books.)
- Bliss، William Dwight Porter (1897). The encyclopedia of social reform. نيويورك: Funk & Wagnells Company. OCLC:123756902.(Full text via Google Books.)
- Cobb، John Storer (1901). A quartercentury of cremation in North America: being a report of progress in the United States and Canada for the last quarter of the nineteenth century; to which have been added, as an afterthought, a few words about the advance in Europe during the same period. بوسطن: Knight and Millet. OCLC:4730641.(Full text via Google Books.)
- The Encyclopedia Americana: a library of universal knowledge, Volume 27. Encyclopedia Americana Corp. 1920. OCLC:18548585. مؤرشف من الأصل في 2020-09-23.(Full text via Google Books.)
- Harrison، A. Rebecca (3 أغسطس 1984). "National Register of Historic Places Registration nomination, Oakwood Cemetery (Javascript)". مكتب ولاية نيويورك للمتنزهات والترفيه والمحافظة التاريخية  [لغات أخرى]‏. مؤرشف من الأصل في 2011-12-10. اطلع عليه بتاريخ 2009-10-06.{{استشهاد ويب}}:  صيانة الاستشهاد: علامات ترقيم زائدة (link)
- Richardson، Charles Henry (1917). Building stones and clays: a handbook for architects and engineers. سيراكيوز: Orange Publishing Company. OCLC:344779.(Full text via Google Books.)
- Ross، James H. (1894). A Martyr of To-Day: The Life of Robert Ross, Sacrificed to Municipal Misrule, A Story of Patriotism, Calling for Municipal Reforms. Boston: James H. Earle. OCLC:3790810.(Full text via Google Books.)
- Weise، Arthur James (1886). The city of Troy and its vicinity. تروي: Edward Green. OCLC:8989214.(Full text via Google Books.)